# لازوفيتش باربرا
لازوفيتش باربرا (بالسلوفينية: Barbara Lazović) مواليد 4 أبريل 1988 في برجيتسي، هي لاعبة كرة يد سلوفينية تلعب كظهير أيمن. مثلت منتخب سلوفينيا لكرة اليد للسيدات.

## سجل المنافسة
شاركت في البطولات التالية:
- بطولة أوروبا لكرة اليد للسيدات 2016

## روابط خارجية
- لازوفيتش باربرا على موقع الاتحاد الأوروبي لكرة اليد (الإنجليزية)
- لازوفيتش باربرا على موقع اللجنة الأولمبية الدولية (الإنجليزية)